# Перекрытие (шахматы)
Перекры́тие, выключе́ние (англ. interference, line-closing) — тактический приём в шахматах, расположение фигуры или пешки на линии действия дальнобойной фигуры, создающее препятствие её действию или движению по этой линии. Расположение фигуры или пешки на такой линии действия дальнобойной фигуры, которая возникнет в будущем, называется предварительным перекрытием (англ. anticipatory interference).
В практической игре часто понимается как расположение собственной фигуры на линиях действия дальнобойных фигур соперника с целью нарушения их атакующих или защитных действий. Примером может служить партия Р. Рети — Е. Боголюбов  (Нью-Йорк, 1924), где белые осуществили комбинацию с использованием перекрытия.
|   | a | b | c | d | e | f | g | h |   |
| - | --- | --- | --- | --- | --- | --- | --- | --- | - |
| 8 | f8 чёрный слон · g8 чёрный король · a7 чёрная пешка · b7 чёрная пешка · c7 чёрный ферзь · g7 чёрная пешка · h7 чёрная пешка · c6 чёрная пешка · c5 белая пешка · f5 белый ферзь · h5 белый слон · d4 чёрная ладья · b3 белая пешка · g3 белая пешка · a2 белая пешка · h2 белая пешка · a1 белая ладья · g1 белый король | f8 чёрный слон · g8 чёрный король · a7 чёрная пешка · b7 чёрная пешка · c7 чёрный ферзь · g7 чёрная пешка · h7 чёрная пешка · c6 чёрная пешка · c5 белая пешка · f5 белый ферзь · h5 белый слон · d4 чёрная ладья · b3 белая пешка · g3 белая пешка · a2 белая пешка · h2 белая пешка · a1 белая ладья · g1 белый король | f8 чёрный слон · g8 чёрный король · a7 чёрная пешка · b7 чёрная пешка · c7 чёрный ферзь · g7 чёрная пешка · h7 чёрная пешка · c6 чёрная пешка · c5 белая пешка · f5 белый ферзь · h5 белый слон · d4 чёрная ладья · b3 белая пешка · g3 белая пешка · a2 белая пешка · h2 белая пешка · a1 белая ладья · g1 белый король | f8 чёрный слон · g8 чёрный король · a7 чёрная пешка · b7 чёрная пешка · c7 чёрный ферзь · g7 чёрная пешка · h7 чёрная пешка · c6 чёрная пешка · c5 белая пешка · f5 белый ферзь · h5 белый слон · d4 чёрная ладья · b3 белая пешка · g3 белая пешка · a2 белая пешка · h2 белая пешка · a1 белая ладья · g1 белый король | f8 чёрный слон · g8 чёрный король · a7 чёрная пешка · b7 чёрная пешка · c7 чёрный ферзь · g7 чёрная пешка · h7 чёрная пешка · c6 чёрная пешка · c5 белая пешка · f5 белый ферзь · h5 белый слон · d4 чёрная ладья · b3 белая пешка · g3 белая пешка · a2 белая пешка · h2 белая пешка · a1 белая ладья · g1 белый король | f8 чёрный слон · g8 чёрный король · a7 чёрная пешка · b7 чёрная пешка · c7 чёрный ферзь · g7 чёрная пешка · h7 чёрная пешка · c6 чёрная пешка · c5 белая пешка · f5 белый ферзь · h5 белый слон · d4 чёрная ладья · b3 белая пешка · g3 белая пешка · a2 белая пешка · h2 белая пешка · a1 белая ладья · g1 белый король | f8 чёрный слон · g8 чёрный король · a7 чёрная пешка · b7 чёрная пешка · c7 чёрный ферзь · g7 чёрная пешка · h7 чёрная пешка · c6 чёрная пешка · c5 белая пешка · f5 белый ферзь · h5 белый слон · d4 чёрная ладья · b3 белая пешка · g3 белая пешка · a2 белая пешка · h2 белая пешка · a1 белая ладья · g1 белый король | f8 чёрный слон · g8 чёрный король · a7 чёрная пешка · b7 чёрная пешка · c7 чёрный ферзь · g7 чёрная пешка · h7 чёрная пешка · c6 чёрная пешка · c5 белая пешка · f5 белый ферзь · h5 белый слон · d4 чёрная ладья · b3 белая пешка · g3 белая пешка · a2 белая пешка · h2 белая пешка · a1 белая ладья · g1 белый король | 8 |
| 7 | f8 чёрный слон · g8 чёрный король · a7 чёрная пешка · b7 чёрная пешка · c7 чёрный ферзь · g7 чёрная пешка · h7 чёрная пешка · c6 чёрная пешка · c5 белая пешка · f5 белый ферзь · h5 белый слон · d4 чёрная ладья · b3 белая пешка · g3 белая пешка · a2 белая пешка · h2 белая пешка · a1 белая ладья · g1 белый король | f8 чёрный слон · g8 чёрный король · a7 чёрная пешка · b7 чёрная пешка · c7 чёрный ферзь · g7 чёрная пешка · h7 чёрная пешка · c6 чёрная пешка · c5 белая пешка · f5 белый ферзь · h5 белый слон · d4 чёрная ладья · b3 белая пешка · g3 белая пешка · a2 белая пешка · h2 белая пешка · a1 белая ладья · g1 белый король | f8 чёрный слон · g8 чёрный король · a7 чёрная пешка · b7 чёрная пешка · c7 чёрный ферзь · g7 чёрная пешка · h7 чёрная пешка · c6 чёрная пешка · c5 белая пешка · f5 белый ферзь · h5 белый слон · d4 чёрная ладья · b3 белая пешка · g3 белая пешка · a2 белая пешка · h2 белая пешка · a1 белая ладья · g1 белый король | f8 чёрный слон · g8 чёрный король · a7 чёрная пешка · b7 чёрная пешка · c7 чёрный ферзь · g7 чёрная пешка · h7 чёрная пешка · c6 чёрная пешка · c5 белая пешка · f5 белый ферзь · h5 белый слон · d4 чёрная ладья · b3 белая пешка · g3 белая пешка · a2 белая пешка · h2 белая пешка · a1 белая ладья · g1 белый король | f8 чёрный слон · g8 чёрный король · a7 чёрная пешка · b7 чёрная пешка · c7 чёрный ферзь · g7 чёрная пешка · h7 чёрная пешка · c6 чёрная пешка · c5 белая пешка · f5 белый ферзь · h5 белый слон · d4 чёрная ладья · b3 белая пешка · g3 белая пешка · a2 белая пешка · h2 белая пешка · a1 белая ладья · g1 белый король | f8 чёрный слон · g8 чёрный король · a7 чёрная пешка · b7 чёрная пешка · c7 чёрный ферзь · g7 чёрная пешка · h7 чёрная пешка · c6 чёрная пешка · c5 белая пешка · f5 белый ферзь · h5 белый слон · d4 чёрная ладья · b3 белая пешка · g3 белая пешка · a2 белая пешка · h2 белая пешка · a1 белая ладья · g1 белый король | f8 чёрный слон · g8 чёрный король · a7 чёрная пешка · b7 чёрная пешка · c7 чёрный ферзь · g7 чёрная пешка · h7 чёрная пешка · c6 чёрная пешка · c5 белая пешка · f5 белый ферзь · h5 белый слон · d4 чёрная ладья · b3 белая пешка · g3 белая пешка · a2 белая пешка · h2 белая пешка · a1 белая ладья · g1 белый король | f8 чёрный слон · g8 чёрный король · a7 чёрная пешка · b7 чёрная пешка · c7 чёрный ферзь · g7 чёрная пешка · h7 чёрная пешка · c6 чёрная пешка · c5 белая пешка · f5 белый ферзь · h5 белый слон · d4 чёрная ладья · b3 белая пешка · g3 белая пешка · a2 белая пешка · h2 белая пешка · a1 белая ладья · g1 белый король | 7 |
| 6 | f8 чёрный слон · g8 чёрный король · a7 чёрная пешка · b7 чёрная пешка · c7 чёрный ферзь · g7 чёрная пешка · h7 чёрная пешка · c6 чёрная пешка · c5 белая пешка · f5 белый ферзь · h5 белый слон · d4 чёрная ладья · b3 белая пешка · g3 белая пешка · a2 белая пешка · h2 белая пешка · a1 белая ладья · g1 белый король | f8 чёрный слон · g8 чёрный король · a7 чёрная пешка · b7 чёрная пешка · c7 чёрный ферзь · g7 чёрная пешка · h7 чёрная пешка · c6 чёрная пешка · c5 белая пешка · f5 белый ферзь · h5 белый слон · d4 чёрная ладья · b3 белая пешка · g3 белая пешка · a2 белая пешка · h2 белая пешка · a1 белая ладья · g1 белый король | f8 чёрный слон · g8 чёрный король · a7 чёрная пешка · b7 чёрная пешка · c7 чёрный ферзь · g7 чёрная пешка · h7 чёрная пешка · c6 чёрная пешка · c5 белая пешка · f5 белый ферзь · h5 белый слон · d4 чёрная ладья · b3 белая пешка · g3 белая пешка · a2 белая пешка · h2 белая пешка · a1 белая ладья · g1 белый король | f8 чёрный слон · g8 чёрный король · a7 чёрная пешка · b7 чёрная пешка · c7 чёрный ферзь · g7 чёрная пешка · h7 чёрная пешка · c6 чёрная пешка · c5 белая пешка · f5 белый ферзь · h5 белый слон · d4 чёрная ладья · b3 белая пешка · g3 белая пешка · a2 белая пешка · h2 белая пешка · a1 белая ладья · g1 белый король | f8 чёрный слон · g8 чёрный король · a7 чёрная пешка · b7 чёрная пешка · c7 чёрный ферзь · g7 чёрная пешка · h7 чёрная пешка · c6 чёрная пешка · c5 белая пешка · f5 белый ферзь · h5 белый слон · d4 чёрная ладья · b3 белая пешка · g3 белая пешка · a2 белая пешка · h2 белая пешка · a1 белая ладья · g1 белый король | f8 чёрный слон · g8 чёрный король · a7 чёрная пешка · b7 чёрная пешка · c7 чёрный ферзь · g7 чёрная пешка · h7 чёрная пешка · c6 чёрная пешка · c5 белая пешка · f5 белый ферзь · h5 белый слон · d4 чёрная ладья · b3 белая пешка · g3 белая пешка · a2 белая пешка · h2 белая пешка · a1 белая ладья · g1 белый король | f8 чёрный слон · g8 чёрный король · a7 чёрная пешка · b7 чёрная пешка · c7 чёрный ферзь · g7 чёрная пешка · h7 чёрная пешка · c6 чёрная пешка · c5 белая пешка · f5 белый ферзь · h5 белый слон · d4 чёрная ладья · b3 белая пешка · g3 белая пешка · a2 белая пешка · h2 белая пешка · a1 белая ладья · g1 белый король | f8 чёрный слон · g8 чёрный король · a7 чёрная пешка · b7 чёрная пешка · c7 чёрный ферзь · g7 чёрная пешка · h7 чёрная пешка · c6 чёрная пешка · c5 белая пешка · f5 белый ферзь · h5 белый слон · d4 чёрная ладья · b3 белая пешка · g3 белая пешка · a2 белая пешка · h2 белая пешка · a1 белая ладья · g1 белый король | 6 |
| 5 | f8 чёрный слон · g8 чёрный король · a7 чёрная пешка · b7 чёрная пешка · c7 чёрный ферзь · g7 чёрная пешка · h7 чёрная пешка · c6 чёрная пешка · c5 белая пешка · f5 белый ферзь · h5 белый слон · d4 чёрная ладья · b3 белая пешка · g3 белая пешка · a2 белая пешка · h2 белая пешка · a1 белая ладья · g1 белый король | f8 чёрный слон · g8 чёрный король · a7 чёрная пешка · b7 чёрная пешка · c7 чёрный ферзь · g7 чёрная пешка · h7 чёрная пешка · c6 чёрная пешка · c5 белая пешка · f5 белый ферзь · h5 белый слон · d4 чёрная ладья · b3 белая пешка · g3 белая пешка · a2 белая пешка · h2 белая пешка · a1 белая ладья · g1 белый король | f8 чёрный слон · g8 чёрный король · a7 чёрная пешка · b7 чёрная пешка · c7 чёрный ферзь · g7 чёрная пешка · h7 чёрная пешка · c6 чёрная пешка · c5 белая пешка · f5 белый ферзь · h5 белый слон · d4 чёрная ладья · b3 белая пешка · g3 белая пешка · a2 белая пешка · h2 белая пешка · a1 белая ладья · g1 белый король | f8 чёрный слон · g8 чёрный король · a7 чёрная пешка · b7 чёрная пешка · c7 чёрный ферзь · g7 чёрная пешка · h7 чёрная пешка · c6 чёрная пешка · c5 белая пешка · f5 белый ферзь · h5 белый слон · d4 чёрная ладья · b3 белая пешка · g3 белая пешка · a2 белая пешка · h2 белая пешка · a1 белая ладья · g1 белый король | f8 чёрный слон · g8 чёрный король · a7 чёрная пешка · b7 чёрная пешка · c7 чёрный ферзь · g7 чёрная пешка · h7 чёрная пешка · c6 чёрная пешка · c5 белая пешка · f5 белый ферзь · h5 белый слон · d4 чёрная ладья · b3 белая пешка · g3 белая пешка · a2 белая пешка · h2 белая пешка · a1 белая ладья · g1 белый король | f8 чёрный слон · g8 чёрный король · a7 чёрная пешка · b7 чёрная пешка · c7 чёрный ферзь · g7 чёрная пешка · h7 чёрная пешка · c6 чёрная пешка · c5 белая пешка · f5 белый ферзь · h5 белый слон · d4 чёрная ладья · b3 белая пешка · g3 белая пешка · a2 белая пешка · h2 белая пешка · a1 белая ладья · g1 белый король | f8 чёрный слон · g8 чёрный король · a7 чёрная пешка · b7 чёрная пешка · c7 чёрный ферзь · g7 чёрная пешка · h7 чёрная пешка · c6 чёрная пешка · c5 белая пешка · f5 белый ферзь · h5 белый слон · d4 чёрная ладья · b3 белая пешка · g3 белая пешка · a2 белая пешка · h2 белая пешка · a1 белая ладья · g1 белый король | f8 чёрный слон · g8 чёрный король · a7 чёрная пешка · b7 чёрная пешка · c7 чёрный ферзь · g7 чёрная пешка · h7 чёрная пешка · c6 чёрная пешка · c5 белая пешка · f5 белый ферзь · h5 белый слон · d4 чёрная ладья · b3 белая пешка · g3 белая пешка · a2 белая пешка · h2 белая пешка · a1 белая ладья · g1 белый король | 5 |
| 4 | f8 чёрный слон · g8 чёрный король · a7 чёрная пешка · b7 чёрная пешка · c7 чёрный ферзь · g7 чёрная пешка · h7 чёрная пешка · c6 чёрная пешка · c5 белая пешка · f5 белый ферзь · h5 белый слон · d4 чёрная ладья · b3 белая пешка · g3 белая пешка · a2 белая пешка · h2 белая пешка · a1 белая ладья · g1 белый король | f8 чёрный слон · g8 чёрный король · a7 чёрная пешка · b7 чёрная пешка · c7 чёрный ферзь · g7 чёрная пешка · h7 чёрная пешка · c6 чёрная пешка · c5 белая пешка · f5 белый ферзь · h5 белый слон · d4 чёрная ладья · b3 белая пешка · g3 белая пешка · a2 белая пешка · h2 белая пешка · a1 белая ладья · g1 белый король | f8 чёрный слон · g8 чёрный король · a7 чёрная пешка · b7 чёрная пешка · c7 чёрный ферзь · g7 чёрная пешка · h7 чёрная пешка · c6 чёрная пешка · c5 белая пешка · f5 белый ферзь · h5 белый слон · d4 чёрная ладья · b3 белая пешка · g3 белая пешка · a2 белая пешка · h2 белая пешка · a1 белая ладья · g1 белый король | f8 чёрный слон · g8 чёрный король · a7 чёрная пешка · b7 чёрная пешка · c7 чёрный ферзь · g7 чёрная пешка · h7 чёрная пешка · c6 чёрная пешка · c5 белая пешка · f5 белый ферзь · h5 белый слон · d4 чёрная ладья · b3 белая пешка · g3 белая пешка · a2 белая пешка · h2 белая пешка · a1 белая ладья · g1 белый король | f8 чёрный слон · g8 чёрный король · a7 чёрная пешка · b7 чёрная пешка · c7 чёрный ферзь · g7 чёрная пешка · h7 чёрная пешка · c6 чёрная пешка · c5 белая пешка · f5 белый ферзь · h5 белый слон · d4 чёрная ладья · b3 белая пешка · g3 белая пешка · a2 белая пешка · h2 белая пешка · a1 белая ладья · g1 белый король | f8 чёрный слон · g8 чёрный король · a7 чёрная пешка · b7 чёрная пешка · c7 чёрный ферзь · g7 чёрная пешка · h7 чёрная пешка · c6 чёрная пешка · c5 белая пешка · f5 белый ферзь · h5 белый слон · d4 чёрная ладья · b3 белая пешка · g3 белая пешка · a2 белая пешка · h2 белая пешка · a1 белая ладья · g1 белый король | f8 чёрный слон · g8 чёрный король · a7 чёрная пешка · b7 чёрная пешка · c7 чёрный ферзь · g7 чёрная пешка · h7 чёрная пешка · c6 чёрная пешка · c5 белая пешка · f5 белый ферзь · h5 белый слон · d4 чёрная ладья · b3 белая пешка · g3 белая пешка · a2 белая пешка · h2 белая пешка · a1 белая ладья · g1 белый король | f8 чёрный слон · g8 чёрный король · a7 чёрная пешка · b7 чёрная пешка · c7 чёрный ферзь · g7 чёрная пешка · h7 чёрная пешка · c6 чёрная пешка · c5 белая пешка · f5 белый ферзь · h5 белый слон · d4 чёрная ладья · b3 белая пешка · g3 белая пешка · a2 белая пешка · h2 белая пешка · a1 белая ладья · g1 белый король | 4 |
| 3 | f8 чёрный слон · g8 чёрный король · a7 чёрная пешка · b7 чёрная пешка · c7 чёрный ферзь · g7 чёрная пешка · h7 чёрная пешка · c6 чёрная пешка · c5 белая пешка · f5 белый ферзь · h5 белый слон · d4 чёрная ладья · b3 белая пешка · g3 белая пешка · a2 белая пешка · h2 белая пешка · a1 белая ладья · g1 белый король | f8 чёрный слон · g8 чёрный король · a7 чёрная пешка · b7 чёрная пешка · c7 чёрный ферзь · g7 чёрная пешка · h7 чёрная пешка · c6 чёрная пешка · c5 белая пешка · f5 белый ферзь · h5 белый слон · d4 чёрная ладья · b3 белая пешка · g3 белая пешка · a2 белая пешка · h2 белая пешка · a1 белая ладья · g1 белый король | f8 чёрный слон · g8 чёрный король · a7 чёрная пешка · b7 чёрная пешка · c7 чёрный ферзь · g7 чёрная пешка · h7 чёрная пешка · c6 чёрная пешка · c5 белая пешка · f5 белый ферзь · h5 белый слон · d4 чёрная ладья · b3 белая пешка · g3 белая пешка · a2 белая пешка · h2 белая пешка · a1 белая ладья · g1 белый король | f8 чёрный слон · g8 чёрный король · a7 чёрная пешка · b7 чёрная пешка · c7 чёрный ферзь · g7 чёрная пешка · h7 чёрная пешка · c6 чёрная пешка · c5 белая пешка · f5 белый ферзь · h5 белый слон · d4 чёрная ладья · b3 белая пешка · g3 белая пешка · a2 белая пешка · h2 белая пешка · a1 белая ладья · g1 белый король | f8 чёрный слон · g8 чёрный король · a7 чёрная пешка · b7 чёрная пешка · c7 чёрный ферзь · g7 чёрная пешка · h7 чёрная пешка · c6 чёрная пешка · c5 белая пешка · f5 белый ферзь · h5 белый слон · d4 чёрная ладья · b3 белая пешка · g3 белая пешка · a2 белая пешка · h2 белая пешка · a1 белая ладья · g1 белый король | f8 чёрный слон · g8 чёрный король · a7 чёрная пешка · b7 чёрная пешка · c7 чёрный ферзь · g7 чёрная пешка · h7 чёрная пешка · c6 чёрная пешка · c5 белая пешка · f5 белый ферзь · h5 белый слон · d4 чёрная ладья · b3 белая пешка · g3 белая пешка · a2 белая пешка · h2 белая пешка · a1 белая ладья · g1 белый король | f8 чёрный слон · g8 чёрный король · a7 чёрная пешка · b7 чёрная пешка · c7 чёрный ферзь · g7 чёрная пешка · h7 чёрная пешка · c6 чёрная пешка · c5 белая пешка · f5 белый ферзь · h5 белый слон · d4 чёрная ладья · b3 белая пешка · g3 белая пешка · a2 белая пешка · h2 белая пешка · a1 белая ладья · g1 белый король | f8 чёрный слон · g8 чёрный король · a7 чёрная пешка · b7 чёрная пешка · c7 чёрный ферзь · g7 чёрная пешка · h7 чёрная пешка · c6 чёрная пешка · c5 белая пешка · f5 белый ферзь · h5 белый слон · d4 чёрная ладья · b3 белая пешка · g3 белая пешка · a2 белая пешка · h2 белая пешка · a1 белая ладья · g1 белый король | 3 |
| 2 | f8 чёрный слон · g8 чёрный король · a7 чёрная пешка · b7 чёрная пешка · c7 чёрный ферзь · g7 чёрная пешка · h7 чёрная пешка · c6 чёрная пешка · c5 белая пешка · f5 белый ферзь · h5 белый слон · d4 чёрная ладья · b3 белая пешка · g3 белая пешка · a2 белая пешка · h2 белая пешка · a1 белая ладья · g1 белый король | f8 чёрный слон · g8 чёрный король · a7 чёрная пешка · b7 чёрная пешка · c7 чёрный ферзь · g7 чёрная пешка · h7 чёрная пешка · c6 чёрная пешка · c5 белая пешка · f5 белый ферзь · h5 белый слон · d4 чёрная ладья · b3 белая пешка · g3 белая пешка · a2 белая пешка · h2 белая пешка · a1 белая ладья · g1 белый король | f8 чёрный слон · g8 чёрный король · a7 чёрная пешка · b7 чёрная пешка · c7 чёрный ферзь · g7 чёрная пешка · h7 чёрная пешка · c6 чёрная пешка · c5 белая пешка · f5 белый ферзь · h5 белый слон · d4 чёрная ладья · b3 белая пешка · g3 белая пешка · a2 белая пешка · h2 белая пешка · a1 белая ладья · g1 белый король | f8 чёрный слон · g8 чёрный король · a7 чёрная пешка · b7 чёрная пешка · c7 чёрный ферзь · g7 чёрная пешка · h7 чёрная пешка · c6 чёрная пешка · c5 белая пешка · f5 белый ферзь · h5 белый слон · d4 чёрная ладья · b3 белая пешка · g3 белая пешка · a2 белая пешка · h2 белая пешка · a1 белая ладья · g1 белый король | f8 чёрный слон · g8 чёрный король · a7 чёрная пешка · b7 чёрная пешка · c7 чёрный ферзь · g7 чёрная пешка · h7 чёрная пешка · c6 чёрная пешка · c5 белая пешка · f5 белый ферзь · h5 белый слон · d4 чёрная ладья · b3 белая пешка · g3 белая пешка · a2 белая пешка · h2 белая пешка · a1 белая ладья · g1 белый король | f8 чёрный слон · g8 чёрный король · a7 чёрная пешка · b7 чёрная пешка · c7 чёрный ферзь · g7 чёрная пешка · h7 чёрная пешка · c6 чёрная пешка · c5 белая пешка · f5 белый ферзь · h5 белый слон · d4 чёрная ладья · b3 белая пешка · g3 белая пешка · a2 белая пешка · h2 белая пешка · a1 белая ладья · g1 белый король | f8 чёрный слон · g8 чёрный король · a7 чёрная пешка · b7 чёрная пешка · c7 чёрный ферзь · g7 чёрная пешка · h7 чёрная пешка · c6 чёрная пешка · c5 белая пешка · f5 белый ферзь · h5 белый слон · d4 чёрная ладья · b3 белая пешка · g3 белая пешка · a2 белая пешка · h2 белая пешка · a1 белая ладья · g1 белый король | f8 чёрный слон · g8 чёрный король · a7 чёрная пешка · b7 чёрная пешка · c7 чёрный ферзь · g7 чёрная пешка · h7 чёрная пешка · c6 чёрная пешка · c5 белая пешка · f5 белый ферзь · h5 белый слон · d4 чёрная ладья · b3 белая пешка · g3 белая пешка · a2 белая пешка · h2 белая пешка · a1 белая ладья · g1 белый король | 2 |
| 1 | f8 чёрный слон · g8 чёрный король · a7 чёрная пешка · b7 чёрная пешка · c7 чёрный ферзь · g7 чёрная пешка · h7 чёрная пешка · c6 чёрная пешка · c5 белая пешка · f5 белый ферзь · h5 белый слон · d4 чёрная ладья · b3 белая пешка · g3 белая пешка · a2 белая пешка · h2 белая пешка · a1 белая ладья · g1 белый король | f8 чёрный слон · g8 чёрный король · a7 чёрная пешка · b7 чёрная пешка · c7 чёрный ферзь · g7 чёрная пешка · h7 чёрная пешка · c6 чёрная пешка · c5 белая пешка · f5 белый ферзь · h5 белый слон · d4 чёрная ладья · b3 белая пешка · g3 белая пешка · a2 белая пешка · h2 белая пешка · a1 белая ладья · g1 белый король | f8 чёрный слон · g8 чёрный король · a7 чёрная пешка · b7 чёрная пешка · c7 чёрный ферзь · g7 чёрная пешка · h7 чёрная пешка · c6 чёрная пешка · c5 белая пешка · f5 белый ферзь · h5 белый слон · d4 чёрная ладья · b3 белая пешка · g3 белая пешка · a2 белая пешка · h2 белая пешка · a1 белая ладья · g1 белый король | f8 чёрный слон · g8 чёрный король · a7 чёрная пешка · b7 чёрная пешка · c7 чёрный ферзь · g7 чёрная пешка · h7 чёрная пешка · c6 чёрная пешка · c5 белая пешка · f5 белый ферзь · h5 белый слон · d4 чёрная ладья · b3 белая пешка · g3 белая пешка · a2 белая пешка · h2 белая пешка · a1 белая ладья · g1 белый король | f8 чёрный слон · g8 чёрный король · a7 чёрная пешка · b7 чёрная пешка · c7 чёрный ферзь · g7 чёрная пешка · h7 чёрная пешка · c6 чёрная пешка · c5 белая пешка · f5 белый ферзь · h5 белый слон · d4 чёрная ладья · b3 белая пешка · g3 белая пешка · a2 белая пешка · h2 белая пешка · a1 белая ладья · g1 белый король | f8 чёрный слон · g8 чёрный король · a7 чёрная пешка · b7 чёрная пешка · c7 чёрный ферзь · g7 чёрная пешка · h7 чёрная пешка · c6 чёрная пешка · c5 белая пешка · f5 белый ферзь · h5 белый слон · d4 чёрная ладья · b3 белая пешка · g3 белая пешка · a2 белая пешка · h2 белая пешка · a1 белая ладья · g1 белый король | f8 чёрный слон · g8 чёрный король · a7 чёрная пешка · b7 чёрная пешка · c7 чёрный ферзь · g7 чёрная пешка · h7 чёрная пешка · c6 чёрная пешка · c5 белая пешка · f5 белый ферзь · h5 белый слон · d4 чёрная ладья · b3 белая пешка · g3 белая пешка · a2 белая пешка · h2 белая пешка · a1 белая ладья · g1 белый король | f8 чёрный слон · g8 чёрный король · a7 чёрная пешка · b7 чёрная пешка · c7 чёрный ферзь · g7 чёрная пешка · h7 чёрная пешка · c6 чёрная пешка · c5 белая пешка · f5 белый ферзь · h5 белый слон · d4 чёрная ладья · b3 белая пешка · g3 белая пешка · a2 белая пешка · h2 белая пешка · a1 белая ладья · g1 белый король | 1 |
|   | a | b | c | d | e | f | g | h |   |

23.Лf1 Лd8 24.Сf7+ Крh8

25.Сe8 1-0

Вследствие перекрытия чёрной ладьи на 25...Ce7 последует 26.Фf8+ C:f8 27.Л:f8#.

## В шахматной композиции
Различные способы перекрытия служат основой целого ряда задачных тем в шахматной композиции. Например:
- Новотного перекрытие — жертва фигуры в точке пересечения линий действия двух дальнобойных разноходящих фигур другого цвета (ладьи и слона), создающая перекрытие этих фигур.
- Гримшоу перекрытие — взаимное самоперекрытие двух дальнобойных разноходящих фигур (как правило, чёрных ладьи и слона) на одном и том же поле.

В шахматной композиции также выделяют самоперекрытие (англ. self-interference) — ход фигуры или пешки на линию действия дальнобойной фигуры того же цвета, вызывающий её перекрытие.
Классическое перекрытие (украшенное завлечением) иллюстрирует этюд Г. Матисона.
|   | a | b | c | d | e | f | g | h |   |
| - | --- | --- | --- | --- | --- | --- | --- | --- | - |
| 8 | a7 чёрный король · e6 белая пешка · e5 белый король · f4 белый слон · a3 белая пешка · a1 чёрная ладья | a7 чёрный король · e6 белая пешка · e5 белый король · f4 белый слон · a3 белая пешка · a1 чёрная ладья | a7 чёрный король · e6 белая пешка · e5 белый король · f4 белый слон · a3 белая пешка · a1 чёрная ладья | a7 чёрный король · e6 белая пешка · e5 белый король · f4 белый слон · a3 белая пешка · a1 чёрная ладья | a7 чёрный король · e6 белая пешка · e5 белый король · f4 белый слон · a3 белая пешка · a1 чёрная ладья | a7 чёрный король · e6 белая пешка · e5 белый король · f4 белый слон · a3 белая пешка · a1 чёрная ладья | a7 чёрный король · e6 белая пешка · e5 белый король · f4 белый слон · a3 белая пешка · a1 чёрная ладья | a7 чёрный король · e6 белая пешка · e5 белый король · f4 белый слон · a3 белая пешка · a1 чёрная ладья | 8 |
| 7 | a7 чёрный король · e6 белая пешка · e5 белый король · f4 белый слон · a3 белая пешка · a1 чёрная ладья | a7 чёрный король · e6 белая пешка · e5 белый король · f4 белый слон · a3 белая пешка · a1 чёрная ладья | a7 чёрный король · e6 белая пешка · e5 белый король · f4 белый слон · a3 белая пешка · a1 чёрная ладья | a7 чёрный король · e6 белая пешка · e5 белый король · f4 белый слон · a3 белая пешка · a1 чёрная ладья | a7 чёрный король · e6 белая пешка · e5 белый король · f4 белый слон · a3 белая пешка · a1 чёрная ладья | a7 чёрный король · e6 белая пешка · e5 белый король · f4 белый слон · a3 белая пешка · a1 чёрная ладья | a7 чёрный король · e6 белая пешка · e5 белый король · f4 белый слон · a3 белая пешка · a1 чёрная ладья | a7 чёрный король · e6 белая пешка · e5 белый король · f4 белый слон · a3 белая пешка · a1 чёрная ладья | 7 |
| 6 | a7 чёрный король · e6 белая пешка · e5 белый король · f4 белый слон · a3 белая пешка · a1 чёрная ладья | a7 чёрный король · e6 белая пешка · e5 белый король · f4 белый слон · a3 белая пешка · a1 чёрная ладья | a7 чёрный король · e6 белая пешка · e5 белый король · f4 белый слон · a3 белая пешка · a1 чёрная ладья | a7 чёрный король · e6 белая пешка · e5 белый король · f4 белый слон · a3 белая пешка · a1 чёрная ладья | a7 чёрный король · e6 белая пешка · e5 белый король · f4 белый слон · a3 белая пешка · a1 чёрная ладья | a7 чёрный король · e6 белая пешка · e5 белый король · f4 белый слон · a3 белая пешка · a1 чёрная ладья | a7 чёрный король · e6 белая пешка · e5 белый король · f4 белый слон · a3 белая пешка · a1 чёрная ладья | a7 чёрный король · e6 белая пешка · e5 белый король · f4 белый слон · a3 белая пешка · a1 чёрная ладья | 6 |
| 5 | a7 чёрный король · e6 белая пешка · e5 белый король · f4 белый слон · a3 белая пешка · a1 чёрная ладья | a7 чёрный король · e6 белая пешка · e5 белый король · f4 белый слон · a3 белая пешка · a1 чёрная ладья | a7 чёрный король · e6 белая пешка · e5 белый король · f4 белый слон · a3 белая пешка · a1 чёрная ладья | a7 чёрный король · e6 белая пешка · e5 белый король · f4 белый слон · a3 белая пешка · a1 чёрная ладья | a7 чёрный король · e6 белая пешка · e5 белый король · f4 белый слон · a3 белая пешка · a1 чёрная ладья | a7 чёрный король · e6 белая пешка · e5 белый король · f4 белый слон · a3 белая пешка · a1 чёрная ладья | a7 чёрный король · e6 белая пешка · e5 белый король · f4 белый слон · a3 белая пешка · a1 чёрная ладья | a7 чёрный король · e6 белая пешка · e5 белый король · f4 белый слон · a3 белая пешка · a1 чёрная ладья | 5 |
| 4 | a7 чёрный король · e6 белая пешка · e5 белый король · f4 белый слон · a3 белая пешка · a1 чёрная ладья | a7 чёрный король · e6 белая пешка · e5 белый король · f4 белый слон · a3 белая пешка · a1 чёрная ладья | a7 чёрный король · e6 белая пешка · e5 белый король · f4 белый слон · a3 белая пешка · a1 чёрная ладья | a7 чёрный король · e6 белая пешка · e5 белый король · f4 белый слон · a3 белая пешка · a1 чёрная ладья | a7 чёрный король · e6 белая пешка · e5 белый король · f4 белый слон · a3 белая пешка · a1 чёрная ладья | a7 чёрный король · e6 белая пешка · e5 белый король · f4 белый слон · a3 белая пешка · a1 чёрная ладья | a7 чёрный король · e6 белая пешка · e5 белый король · f4 белый слон · a3 белая пешка · a1 чёрная ладья | a7 чёрный король · e6 белая пешка · e5 белый король · f4 белый слон · a3 белая пешка · a1 чёрная ладья | 4 |
| 3 | a7 чёрный король · e6 белая пешка · e5 белый король · f4 белый слон · a3 белая пешка · a1 чёрная ладья | a7 чёрный король · e6 белая пешка · e5 белый король · f4 белый слон · a3 белая пешка · a1 чёрная ладья | a7 чёрный король · e6 белая пешка · e5 белый король · f4 белый слон · a3 белая пешка · a1 чёрная ладья | a7 чёрный король · e6 белая пешка · e5 белый король · f4 белый слон · a3 белая пешка · a1 чёрная ладья | a7 чёрный король · e6 белая пешка · e5 белый король · f4 белый слон · a3 белая пешка · a1 чёрная ладья | a7 чёрный король · e6 белая пешка · e5 белый король · f4 белый слон · a3 белая пешка · a1 чёрная ладья | a7 чёрный король · e6 белая пешка · e5 белый король · f4 белый слон · a3 белая пешка · a1 чёрная ладья | a7 чёрный король · e6 белая пешка · e5 белый король · f4 белый слон · a3 белая пешка · a1 чёрная ладья | 3 |
| 2 | a7 чёрный король · e6 белая пешка · e5 белый король · f4 белый слон · a3 белая пешка · a1 чёрная ладья | a7 чёрный король · e6 белая пешка · e5 белый король · f4 белый слон · a3 белая пешка · a1 чёрная ладья | a7 чёрный король · e6 белая пешка · e5 белый король · f4 белый слон · a3 белая пешка · a1 чёрная ладья | a7 чёрный король · e6 белая пешка · e5 белый король · f4 белый слон · a3 белая пешка · a1 чёрная ладья | a7 чёрный король · e6 белая пешка · e5 белый король · f4 белый слон · a3 белая пешка · a1 чёрная ладья | a7 чёрный король · e6 белая пешка · e5 белый король · f4 белый слон · a3 белая пешка · a1 чёрная ладья | a7 чёрный король · e6 белая пешка · e5 белый король · f4 белый слон · a3 белая пешка · a1 чёрная ладья | a7 чёрный король · e6 белая пешка · e5 белый король · f4 белый слон · a3 белая пешка · a1 чёрная ладья | 2 |
| 1 | a7 чёрный король · e6 белая пешка · e5 белый король · f4 белый слон · a3 белая пешка · a1 чёрная ладья | a7 чёрный король · e6 белая пешка · e5 белый король · f4 белый слон · a3 белая пешка · a1 чёрная ладья | a7 чёрный король · e6 белая пешка · e5 белый король · f4 белый слон · a3 белая пешка · a1 чёрная ладья | a7 чёрный король · e6 белая пешка · e5 белый король · f4 белый слон · a3 белая пешка · a1 чёрная ладья | a7 чёрный король · e6 белая пешка · e5 белый король · f4 белый слон · a3 белая пешка · a1 чёрная ладья | a7 чёрный король · e6 белая пешка · e5 белый король · f4 белый слон · a3 белая пешка · a1 чёрная ладья | a7 чёрный король · e6 белая пешка · e5 белый король · f4 белый слон · a3 белая пешка · a1 чёрная ладья | a7 чёрный король · e6 белая пешка · e5 белый король · f4 белый слон · a3 белая пешка · a1 чёрная ладья | 1 |
|   | a | b | c | d | e | f | g | h |   |

1. Сe3+ Предварительное перекрытие вертикали е не позволит чёрным отдать ладью за центральную пешку белых, после чего позиция станет теоретически ничейной.

1...Крb7 2. e7 Л:a3 (вследствие предварительного перекрытия сейчас 2...Ле1 не работает)

3. Сa7!! (перекрытие вертикали а для чёрной ладьи)

3...Лa1 Проигрывает  3...Кр:a7 4. Крd4/Kpf4 и шахи бесполезны, или  3...Лa2 4. Крf4 Лe2 5. Сe3 — перекрытие вертикали е.

4. Крf4! Лf1+

5. Сf2!! (перекрытие линии шаха и одновременно завлекающая жертва)

5...Л:f2+ 6. Крe3 Лf1 7. Крe2(d2) 1-0